# KeNeHeMo
KeNeHeMo est un carnaval belge de la Province de Liège, dans l'arrondissement de Verviers.
Le nom provient du regroupement des communes de La Calamine, Neu-Moresnet, Hergenrath et Moresnet pour l'organisation du carnaval de La Calamine (Kelmis).
Chaque édition voit la proclamation d'un prince carnaval,.